# Rue Patrice-de-la-Tour-du-Pin
La rue Patrice-de-la-Tour-du-Pin est une voie du 20e arrondissement de Paris, en France.

## Situation et accès
La rue Patrice-de-la-Tour-du-Pin est une voie privée située dans le 20e arrondissement de Paris. Elle débute au 33, boulevard Davout et se termine place du Général-Teissier-de-Marguerittes.

## Origine du nom
Elle porte le nom du poète français Patrice de la Tour du Pin (1911-1975). 

## Historique
La voie est créée dans le cadre de l'aménagement de la ZAC Gare de Charonne sous le nom provisoire de « voie CM/20 » et prend sa dénomination actuelle par un arrêté municipal du 9 décembre 1985. 